# Vitrail des Évangélistes (Basilique Saint-Sauveur de Dinan)

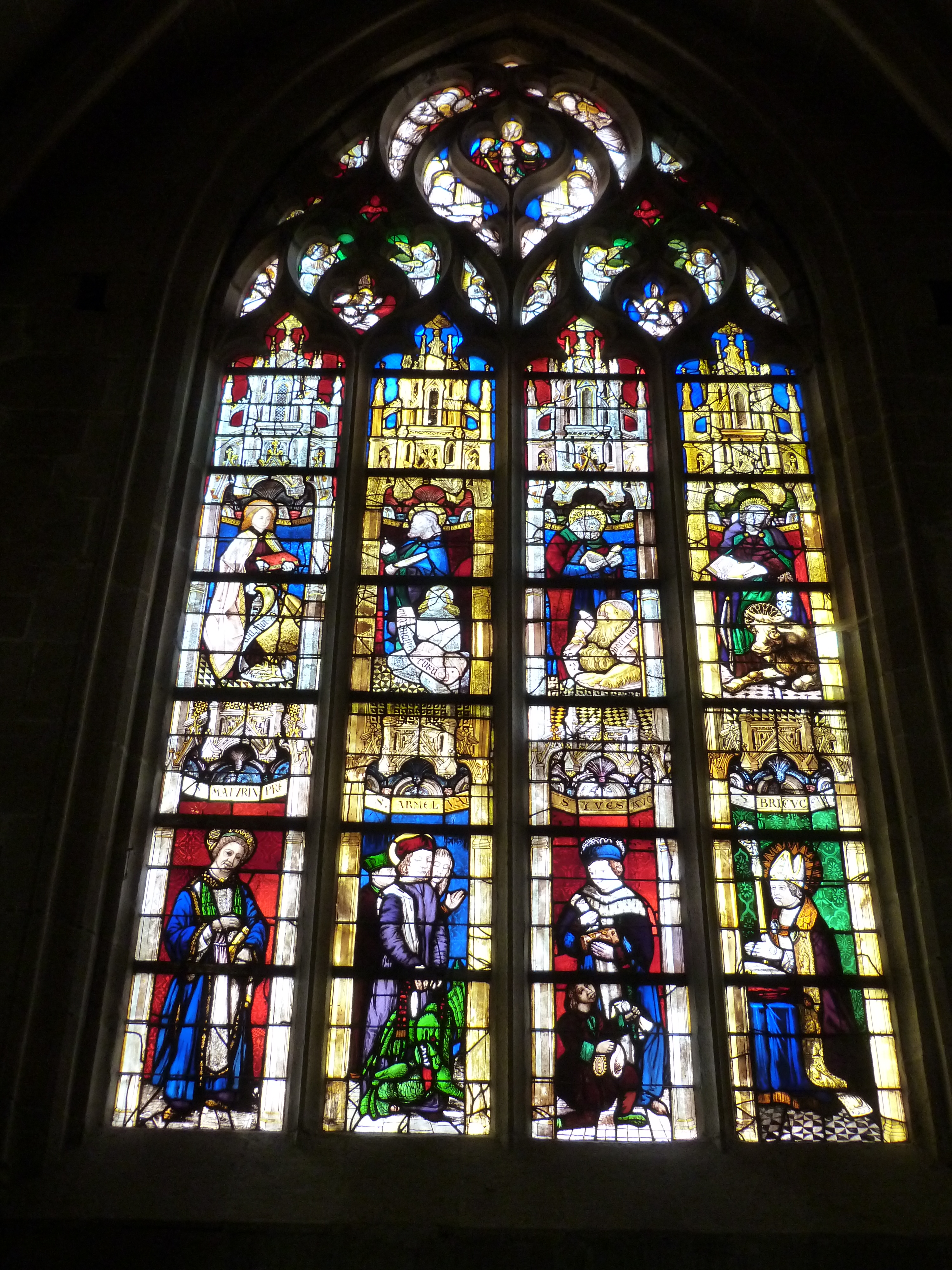
Vitrail des Évangélistes à Dinan

Le Vitrail des Évangélistes dans la basilique Saint-Sauveur à Dinan, une commune du département des Côtes-d'Armor dans la région Bretagne en France, est un vitrail exécuté vers la fin du XVe siècle. Il a été classé monument historique au titre immeuble en 1882.
Le vitrail de la baie 29, situé dans la quatrième chapelle du bas-côté nord, représente les quatre évangélistes : Jean avec un aigle, Luc avec un taureau, Marc avec un lion et Matthieu avec un ange.  
Composé de quatre lancettes trilobées surmontées d'un tympan à 22 ajours, le vitrail représente, au registre inférieur, quatre saints bretons, Mathurin, Armel, Yves et Brieuc, réalisés en 1853 sur des dessins de Pierre Hawke. 
Au tympan, des anges musiciens et thuriféraires entourent un Couronnement de la Vierge.  

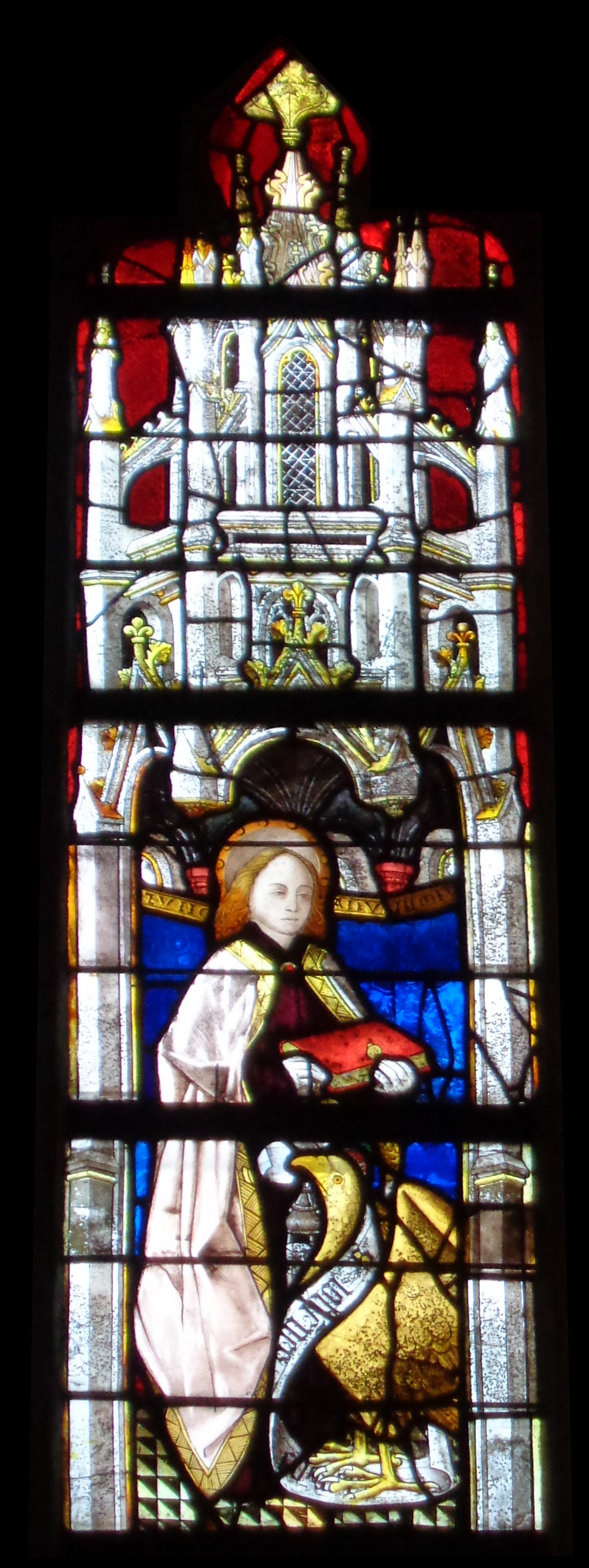
Saint Jean
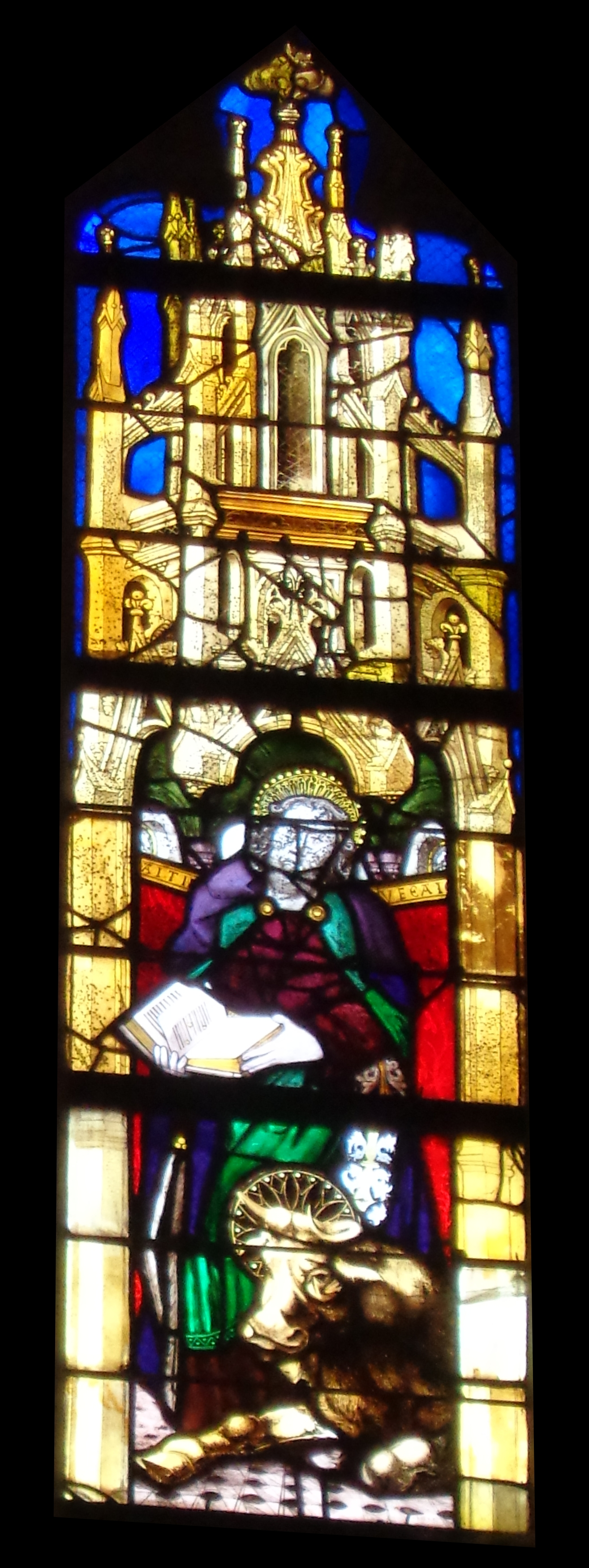
Saint Luc
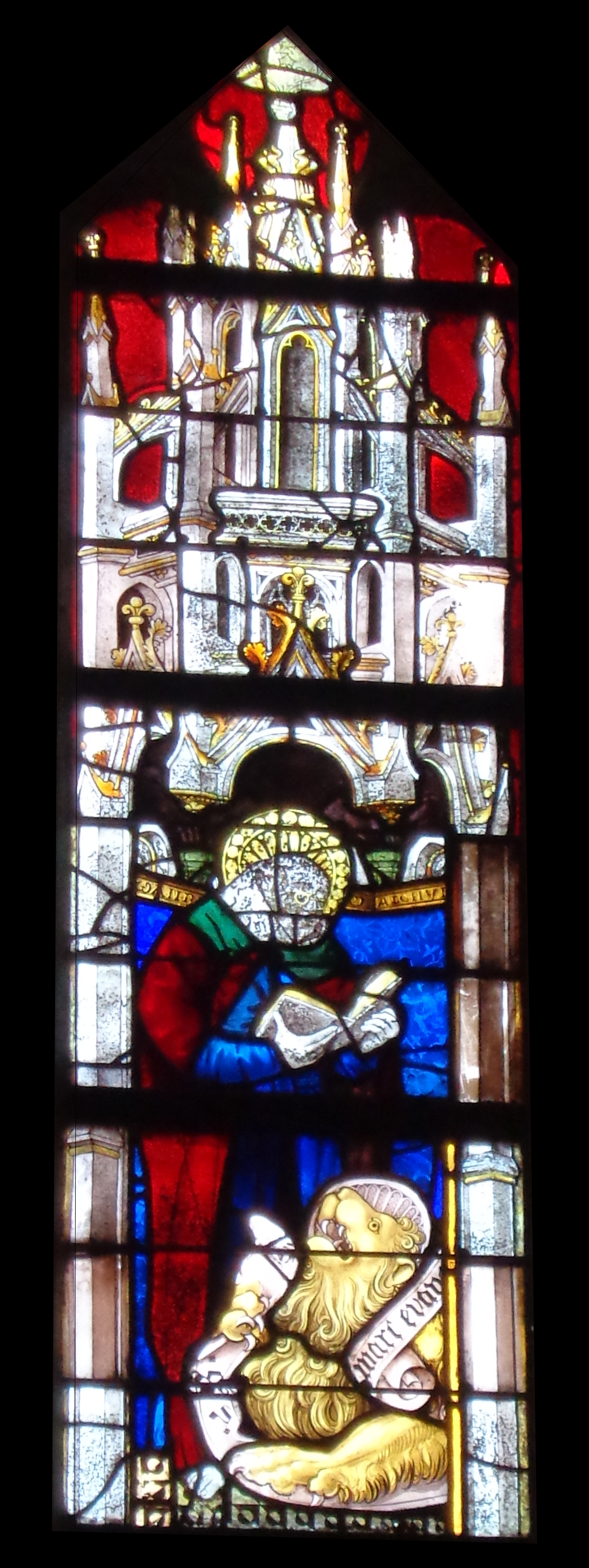
Saint Marc
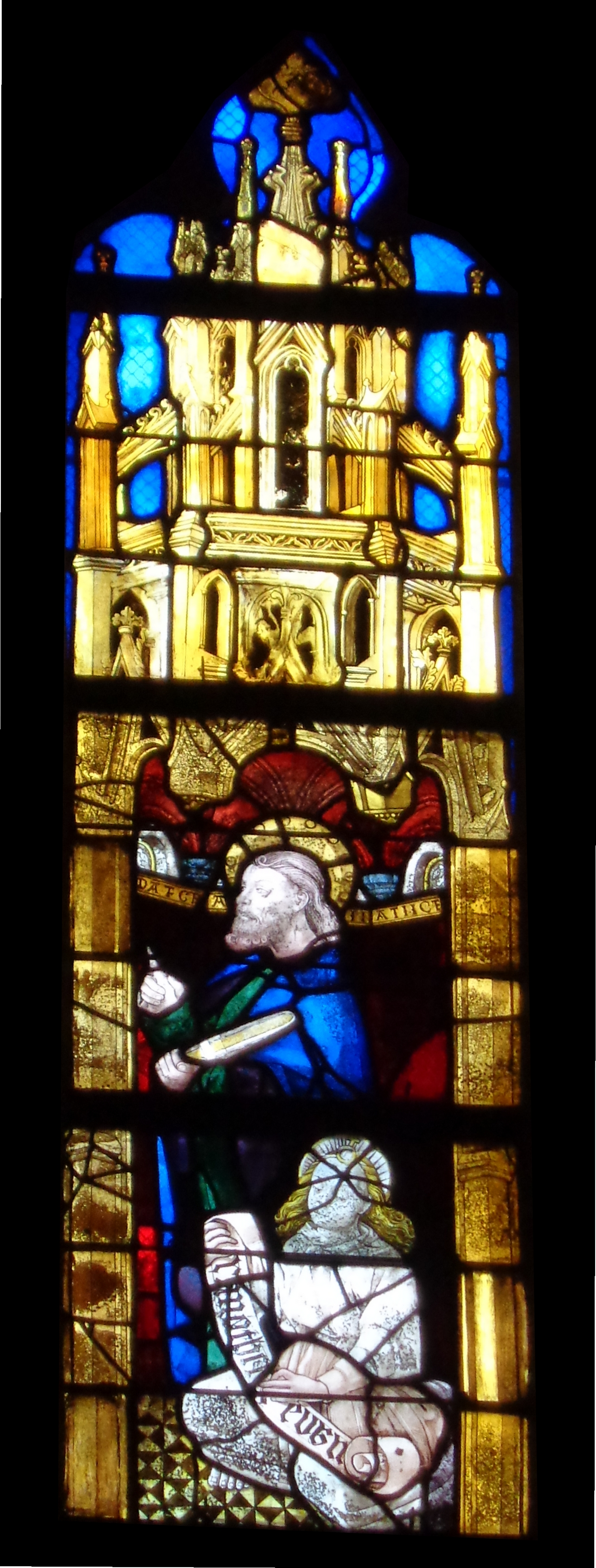
Saint Mathieu